# Eendracht Wervik
Koninklijke Eendracht Wervik is een Belgische voetbalclub uit Wervik. De club is aangesloten bij de KBVB met stamnummer 3694 en heeft geel en rood als kleuren. Wervik speelde in zijn bestaan al twee decennia in de nationale reeksen.

## Geschiedenis
De club ontstond tijdens de Tweede Wereldoorlog uit het samengaan van Racing Club Wervik en Wervicq Sports. In 1943 werd men als Eendracht Wervik lid van de Belgische Voetbalbond.
Na enkele jaren in de provinciale reeksen bereikte Eendracht Wervik in 1950 voor het eerst de nationale bevorderingsreeksen, in die tijd de derde klasse. De ploeg werd er echter voorlaatste en zakte na een jaar weer. De volgende drie decennia bleef Wervik in de provinciale reeksen spelen.
In 1979 promoveerde Eendracht Wervik opnieuw naar de nationale bevorderingsreeksen, ondertussen de Vierde Klasse. Ditmaal kon men zich wel vlot handhaven in het nationale voetbal. In 1983 werd Wervik derde in zijn reeks, met evenveel punten als Excelsior Moeskroen en amper 1 puntje minder dan reekswinnaar HO Merchtem. De club bleef meedraaien in de top, met onder meer derde plaatsen in 1985 en 1987 en een tweede in 1986. In 1987 slaagde Wervik er uiteindelijk in zijn reeks te winnen en zo promoveerde de club naar Derde Klasse.
Ook in Derde Klasse draaide de club aanvankelijk vlot mee in de middenmoot. Na drie seizoenen werden de resultaten echter minder, tot Wervik in 1994 afgetekend laatste eindigde in zijn reeks. Na zes jaar zakte de club zo weer naar Vierde Klasse. Ook daar haalde Wervik geen resultaten. De ploeg strandde er in 1995 meteen afgetekend op een voorlaatste plaats en moest ook hier degraderen. Na 16 jaar nationaal voetbal zakte de club zo weer naar de provinciale reeksen. In 1999 keerde men nog even terug in Vierde Klasse, maar het bleef bij dit ene seizoen. Wervik zakte weer weg in de provinciale reeksen, zelfs tot in Derde Provinciale.
Na verschillende seizoenen in Derde Provinciale en verschillende eindrondes, promoveerde Eendracht Wervik in 2010 weer naar Tweede Provinciale. In het eerste seizoen behaalde men direct de derde plaats. Via de eindronde kon Wervik echter geen promotie naar Eerste Provinciale afdwingen. In het tweede seizoen in Tweede Provinciale was Wervik van bij de aanvang van de competitie de grote titelfavoriet. Na een mindere start kwam het kantelpunt in de match bij buur en rivaal Geluwe: 1-7-winst. Daarna begon Wervik steeds beter te spelen en behaalde uiteindelijk nog vlot de titel en de promotie naar Eerste Provinciale. Na negen jaar afwezigheid keerde men zo in 2012 terug in de hoogste provinciale afdeling. In het eerste seizoen in Eerste Provinciale werd een plaats in de middenmoot (8e) afgedwongen. Wervik wou echter terug promoveren naar het nationaal voetbal. Dit vertaalde zich de volgende 2 seizoenen in steeds beter voetbal met een vierde en derde plaats als gevolg. Uiteindelijk werd in het seizoen 2015/16 dan toch de titel behaald, dit reeds drie speeldagen voor het einde van het seizoen. Daardoor speelde Eendracht Wervik vanaf 2016/17 voor het eerst sinds 1999/00 terug in nationaal voetbal.
In december 2020 liet trainer Maxim Vandamme weten dat hij na elf seizoenen zou vertrekken bij Eendracht Wervik.

## Resultaten
| Seizoen | Klasse | Klasse | Klasse | Klasse | Klasse | Klasse | Klasse | Klasse | Klasse | Reeks                                                    | Punten                                                   | Opmerkingen                                                                                                 |
|         | I      | I      | II     | III    | IV     | P.I    | P.II   | P.III  | P.IV   |                                                          |                                                          | |
| ------- | ------ | ------ | ------ | ------ | ------ | ------ | ------ | ------ | ------ | -------------------------------------------------------- | -------------------------------------------------------- | --- |
| 2004/05 |        |        |        |        |        |        | 13     |        |        | Tweede prov. W-Vl                                        | 30                                                       | Degradatie wegens de vele dalers in Vierde Klasse A                                                         |
| 2005/06 |        |        |        |        |        |        |        | 2      |        | Derde prov. W-Vl                                         | 56                                                       | Tweede op 1 punt van kampioen Oostduinkerke maar promotie na winst eindronde                                |
| 2006/07 |        |        |        |        |        |        | 15     |        |        | Tweede prov. W-Vl                                        | 26                                                       | Degradatie                                                                                                  |
| 2007/08 |        |        |        |        |        |        |        | 2      |        | Derde prov. W-Vl                                         | 59                                                       | Evenveel punten als kampioen Pittem, geen promotie wegens verlies in eindronde                              |
| 2008/09 |        |        |        |        |        |        |        | 3      |        | Derde prov. W-Vl                                         | 61                                                       | |
| 2009/10 |        |        |        |        |        |        |        | 2      |        | Derde prov. W-Vl                                         | 60                                                       | Tweede op 2 punten van kampioen Geluveld, promotie na winst in eindronde van Toekomst Menen en FC Poperinge |
| 2010/11 |        |        |        |        |        |        | 3      |        |        | Tweede prov. W-Vl                                        | 54                                                       | Verlies in eindronde van De Ruiter                                                                          |
| 2011/12 |        |        |        |        |        |        | 1      |        |        | Tweede prov. W-Vl                                        | 62                                                       | Rechtstreekse promotie naar Eerste Provinciale                                                              |
| 2012/13 |        |        |        |        |        | 8      |        |        |        | Eerste prov. W-Vl                                        | 43                                                       | |
| 2013/14 |        |        |        |        |        | 4      |        |        |        | Eerste prov. W-Vl                                        | 47                                                       | Verlies in eindronde van De Ruiter                                                                          |
| 2014/15 |        |        |        |        |        | 3      |        |        |        | Eerste prov. W-Vl                                        | 55                                                       | Verlies in eindronde van Wingene                                                                            |
| 2015/16 |        |        |        |        |        | 1      |        |        |        | Eerste prov. W-Vl                                        | 70                                                       | Rechtstreekse promotie naar Derde Klasse Amateurs                                                           |
|         | 1A     | 1B     | 1Am    | 2Am    | 3Am    | P.I    | P.II   | P.III  | P.IV   | Vanaf 2016-17 zijn er 3 nationale en 2 regionale niveaus | Vanaf 2016-17 zijn er 3 nationale en 2 regionale niveaus | Vanaf 2016-17 zijn er 3 nationale en 2 regionale niveaus                                                    |
| 2016/17 |        |        |        |        | 12     |        |        |        |        | Derde klasse Am.                                         | 36                                                       | |
| 2017/18 |        |        |        |        | 8      |        |        |        |        | Derde klasse Am.                                         | 43                                                       | |
| 2018/19 |        |        |        |        | 14     |        |        |        |        | Derde klasse Am.                                         | 30                                                       | Rechtstreekse degradatie naar Eerste Provinciale                                                            |
| 2019/20 |        |        |        |        |        | 8      |        |        |        | Eerste prov. W-Vl                                        | 36                                                       | Vroegtijdig stopgezet wegens de Coronacrisis                                                                |
| 2020/21 |        |        |        |        |        | 4      |        |        |        | Eerste prov. W-Vl                                        | 9                                                        | Competitie na 5 speeldagen stopgezet, jaargang wordt geschrapt wegens de Coronacrisis                       |
| 2021/22 |        |        |        |        |        | 3      |        |        |        | Eerste prov. W-Vl                                        | 53                                                       | Rechtstreekse promotie naar Derde Afdeling                                                                  |
| 2022/23 |        |        |        |        | 9      |        |        |        |        | Derde afdeling A                                         | 36                                                       | |
| 2023/24 |        |        |        |        | 7      |        |        |        |        | Derde afdeling A                                         | 43                                                       | |
| 2024/25 |        |        |        |        | 13     |        |        |        |        | Derde afdeling A                                         | 34                                                       | Verloren in de eindronde voor degradatie van AS Verbroedering Geel (2-0)                                    |
| 2025/26 |        |        |        |        |        |        |        |        |        | Eerste prov. W-Vl                                        |                                                          | |

## Bekende (ex-)spelers
- Michael Bennett
- Dirk Hinderyckx

## Trainers
- 2010-2011:  Maxim Vandamme
- 2011-2012:  Maxim Vandamme
- 2012-2013:  Maxim Vandamme
- 2013-2014:  Maxim Vandamme
- 2014-2015:  Maxim Vandamme
- 2015-2016:  Maxim Vandamme
- 2016-2017:  Maxim Vandamme
- 2017-2018:  Maxim Vandamme
- 2018-2019:  Maxim Vandamme
- 2019-2020:  Maxim Vandamme
- 2020-2021:  Maxim Vandamme
- 2021-2022:  Jakob Crombez
- 2022-2023:  Jakob Crombez
- 2023-2024:  Jakob Crombez
- 2024-2025:  Jakob Crombez